# S:t Nikolai församling
För församlingen med detta namn före 1907 i Stockholm, se Storkyrkoförsamlingen.
S:t Nikolai församling tillhörde Göteborgs stift och Halmstads och Laholms kontrakt i Halmstads kommun. Församlingen uppgick 2016 i Halmstads församling.

## Administrativ historik
Församlingen bildades 1962 genom en namnändring av en äldre Halmstads församling efter att Martin Luthers församling utbrutits det året.
Församlingen bildade till 1970 ett eget pastorat. Från 1970 moderförsamling i pastoratet Sankt Nikolai och Övraby som 1974 utökades med Holms församling. 2010 uppgick Holms församling och Övraby församling i S:t Nikolai församling som då till 2014 bildade ett eget pastorat. Från 2014 ingick församlingen i Halmstads pastorat.
Församlingen uppgick 2016 i en nybildad Halmstads församling.

## Kyrkor
- Sankt Nikolai kyrka
- Kärlekens kyrka
- Holms kyrka, Halland
- Sperlingsholms kyrka
- Martin Luthers kyrka
- Övraby kyrkoruin